# Ludolf Nielsen
Karl Henrik Ludolf Nielsen (Næstved, 1876. január 29. – Koppenhága, 1939. október 16.) dán zeneszerző.

## Élete
Bár nem született zenészcsaládba, fiatalon hegedülni tanult, és már 8 éves korában fellépett helyi előadásokon. Tizenéves korában Koppenhágába költözött, és hegedű- és zongoraművészetet, illetve zeneelméletet tanult a Dán Királyi Zeneakadémián. Mintegy 20 éves korában jelentek meg első zeneművei, amelyek közül nagyobb elismerést Regnar Lodbrog című szimfonikus költeménye kapott. Későbbi művei: 1. szimfónia (1902), Hegyek (hangverseny, 1905), 2. szimfónia (1909). Fennmaradtak hegedűművei is ebből a korszakból.
Az első világháború után magántanárként oktatott zeneművészetet. Ebből a korszakból való művei: balettek, szvitek, és mintegy 100 dal. Az 1930-as években a Dán Nemzeti Rádió munkatársaként dolgozott. 63 éves korában hunyt el 1939-ben.

## Kották
- Nielsen, Ludolf. International Music Score Library Project. (Hozzáférés: 2019. május 17.)

## Fordítás
- Ez a szócikk részben vagy egészben  a   Ludolf Nielsen című angol Wikipédia-szócikk fordításán alapul.  Az eredeti cikk szerkesztőit annak laptörténete sorolja fel. Ez a jelzés csupán a megfogalmazás eredetét és a szerzői jogokat jelzi, nem szolgál a cikkben szereplő információk forrásmegjelöléseként.